# Phlebotomus
Genre
Phlebotomus (les phlébotomes) est un genre d'insectes diptères des régions méditerranéennes et tropicales de la famille des Psychodidae.
C'est un insecte vecteur : sa piqûre peut transmettre une parasitose, la leishmaniose.
Son nom provient de "phlebo-" (veine) et "-tome" (couper) : en effet, lorsqu'il pique, le phlébotome provoque des coupures au niveau des veines.
Phlébotome est par ailleurs une des nombreuses insultes du Capitaine Haddock, dans Tintin.

## Cycle biologique
Les femelles pondent leurs œufs dans des lieux riches en matière organique.

## Leishmaniose
La transmission est essentiellement effectuée par la piqûre de phlébotomes infectés. L'insecte possède des Leishmania sous forme flagellée promastigote (c'est-à-dire avec un flagelle dans la partie antérieure du parasite) dans son tube digestif, son pharynx et sa trompe.
Dans le sang, le parasite devient intracellulaire amastigote (sans flagelle) : les macrophages du sang phagocytent le parasite, mais celui-ci survit à la lyse et se multiplie dans le macrophage, qui finit par éclater. Son contenu est ainsi libéré et d'autres macrophages phagocytent les parasites, ce qui ne fait que les multiplier.
En Europe, le réservoir est le chien. C'est lui qui est principalement touché par la maladie. Les cas humains restent rares.

## Espèces
- Phlebotomus ariasi, Tonnoir, 1921
- Phlebotomus (Adl.) balanicus
- Phlebotomus intermedius
- Phlebotomus longicuspis
- Phlebotomus papatasi
- Phlebotomus perniciosus, Newstead, 1911
- Phlebotomus sergenti